# Tenryū (tàu tuần dương Nhật)
Tenryū (tiếng Nhật: 天龍 - Hán-Việt: Thiên Long) là một tàu tuần dương hạng nhẹ của Hải quân Đế quốc Nhật Bản, là chiếc dẫn đầu trong lớp của nó bao gồm hai chiếc. Tên Tenryū của nó được đặt theo sông Tenryū chảy qua các tỉnh Nagano và Shizuoka. Nó đã được sử dụng rộng rãi trong Chiến tranh Thế giới thứ hai, và đã bị tàu ngầm Mỹ Albacore đánh chìm trong trận Hải chiến Guadalcanal vào năm 1942.

## Thiết kế và chế tạo
Lớp tàu tuần dương hạng nhẹ Tenryū có thiết kế thực chất là những tàu khu trục mở rộng, chịu ảnh hưởng và được thiết kế theo cùng khái niệm với lớp tàu tuần dương Arethusa và lớp C của Hải quân Hoàng gia Anh. Những chiếc này được thiết kế để hoạt động như soái hạm của các hải đội tàu khu trục.
Với những cải tiến về kỹ thuật động cơ turbine đốt dầu, lớp Tenryū có công suất động lực mạnh hơn gấp đôi so với Chikuma và có khả năng đạt được tốc độ tối đa lên đến 61 km/h (33 knot).

## Lịch sử hoạt động

### Các hoạt động ban đầu
Tenryū được hoàn tất vào ngày 20 tháng 11 năm 1919 tại xưởng hải quân Yokosuka. Trong năm tiếp theo, nó được phân về Hạm đội 2 và tuần tra dọc theo bờ biển nước Nga, hỗ trợ cho Lục quân Nhật Bản trong các chiến dịch Can thiệp Siberi chống lại Hồng quân Liên Xô của Bolshevik.
Chiếc tàu tuần dương được tái trang bị từ tháng 3 năm 1927 đến tháng 3 năm 1930, khi nó được trang bị cột buồm phía trước dạng ba chân. Từ năm 1931 đến năm 1933, Tenryū được giao vai trò tuần tra sông Dương Tử tại Trung Quốc và đã tham chiến trong Sự kiện 28 tháng 1 tại Thượng Hải vào năm 1932.
Từ năm 1937 đến năm 1938, Tenryū lại được giao nhiệm vụ tuần tra dọc theo bờ biển Trung Quốc, trong khi mối quan hệ giữa Nhật Bản và Trung Quốc ngày càng xấu đi, dẫn đến cuộc Chiến tranh Trung-Nhật. Trong đợt tái trang bị vào năm 1939, nó được bổ sung thêm hai súng máy phòng không 13 mm. Từ năm 1939 đến năm 1941, chiếc tàu tuần dương hoạt động chủ yếu như một tàu huấn luyện.

### Giai đoạn mở đầu chiến tranh Thái Bình Dương
Vào cuối năm 1940, Tenryū được đặt căn cứ tại Truk trong quần đảo Caroline, cùng với chiếc tàu chị em với nó Tatsuta trong Hải đội Tuần dương 18 thuộc Hạm đội 4 dưới quyền chỉ huy của Chuẩn Đô đốc Marumo Kunimori. Vào lúc xảy ra trận tấn công Trân Châu Cảng, Hải đội Tuần dương 18 đang trong thành phần của lực lượng tấn công đảo Wake. Tenryū bị càn quét bởi hỏa lực súng máy của một chiếc máy bay tiêm kích Grumman F4F Wildcat của Thủy quân Lục chiến Mỹ, làm hư hại ba quả ngư lôi trên sàn tàu vào ngày 11 tháng 12 năm 1941, nhưng dù sao không gây ra thiệt hại đáng kể nào khác trong trận đảo Wake lần thứ nhất. Sau đó chiếc tàu tuần dương còn tham gia đợt tấn công thứ hai và chiếm đó thành công đảo Wake vào ngày 21 tháng 12.
Vào ngày 20 tháng 1 năm 1942, Tatsuta và Tenryū được giao nhiệm vụ bảo vệ đoàn tàu vận tải chở quân trong cuộc đổ bộ lên Kavieng trên đảo New Ireland trong quần đảo Bismarck. Trong một đợt tái trang bị tại Truk vào ngày 23 tháng 2, hai khẩu đội 25 mm Kiểu 96 phòng không nòng đôi được trang bị phía sau đuôi tàu như một phần của sự tăng cường cảnh giác đối với mối đe dọa ngày càng tăng cao của máy bay Mỹ.
Từ tháng 3 đến tháng 5, Hải đội Tuần dương 18 cùng Tenryū đã bảo vệ cho nhiều cuộc đổ quân suốt trong khu vực quần đảo Solomon và New Guinea, bao gồm Lae và Salamaua, Buka, Bougainville, Rabaul, Shortland, Kieta, đảo Manus, quần đảo Admiralty, Tulagi, và đảo Santa Isabel. Sau đó, Tenryū quay trở về Nhật Bản vào ngày 23 tháng 5 và ở lại đó một tháng để sửa chữa.
Vào ngày 14 tháng 7 năm 1942, trong một đợt cải tổ sâu rộng Hải quân Nhật, Hải đội Tuần dương 18 dưới quyền chỉ huy của Chuẩn Đô đốc Mitsuharu Matsuyama được điều về Hạm đội 8 Nhật Bản vừa mới được thành lập dưới quyền chỉ huy của Phó Đô đốc Gunichi Mikawa. Ngày 20 tháng 7, Tenryū được giao nhiệm vụ bảo vệ cho cuộc đổ bộ quân đội Nhật Bản lên Buna thuộc New Guinea. Lực lượng đổ bộ bị các máy bay ném bom Không lực Lục quân Hoa Kỳ B-17 Flying Fortress và B-26 Marauder tấn công, nhưng Tenryū thoát được mà không bị hư hại.

### Trận chiến đảo Savo
Ngày 9 tháng 8 năm 1942, Tenryū tham gia Trận chiến đảo Savo cùng với các tàu tuần dương Yūbari, Aoba, Kako, Kinugasa, Furutaka và Chōkai cùng tàu khu trục Yūnagi. Chúng bị tấn công bởi Đội Đặc nhiệm 62.6 hạm đội Mỹ vốn đang hộ tống đoàn tàu vận tải Đồng Minh tấn công đổ bộ lên Guadalcanal. Trong các đợt tấn công bắn pháo và ngư lôi vào ban đêm, Tenryu đã đánh chìm tàu tuần dương Quincy bằng hai quả ngư lôi, đồng thời góp công vào việc đánh chìm các tàu tuần dương Astoria và Vincennes cùng tàu khu trục Australia Canberra. Thêm vào đó, tàu tuần dương Chicago cùng các tàu khu trục Ralph Talbot và Patterson đều bị hư hại. Đổi lại, Tenryū cũng bị Chicago bắn trúng khiến 23 thủy thủ đoàn thiệt mạng. Tenryū tiếp tục đặt căn cứ tại Rabaul cho đến cuối tháng 8, hộ tống các đoàn tàu vận tải chở binh lính và tiếp liệu.
Vào ngày 25 tháng 8, một lần nữa Tenryū bị các máy bay ném bom B-17 tấn công khi nó đang hỗ trợ cho cuộc đổ bộ của một lực lượng 1.200 quân thuộc Lực lượng Đổ bộ Hải quân Đặc biệt Kure Số 5 tại vịnh Milne, New Guinea, nhưng nó lại thoát được mà không bị thiệt hại. Đến ngày 6 tháng 9, Tenryū nằm trong thành phần của lực lượng được giao nhiệm vụ triệt thoái các đơn vị còn sống sót sau thất bại của họ, và trong quá trình rút lui đã đánh chìm chiếc tàu hàng Anh Quốc 3.199 tấn Anshun.
Ngày 1 tháng 10, chiếc tàu tuần dương trúng phải bom thả từ một chiếc máy bay ném bom B-17 của Liên đội Ném bom 19 thuộc Không lực 5 trong khi ở tại Rabaul, làm thiệt mạng 30 người nhưng chỉ gây hư hại nhẹ cho con tàu. Sau đó Tenryū được giao thực hiện những chuyến đi vận chuyển "Tốc hành Tokyo" từ Rabaul đến Tassafaronga, Guadalcanal, cho đến đầu tháng 11. Ngày 8 tháng 11, đoàn tàu vận tải của Tenryū bị những chiếc tàu tuần tra phóng lôi PT-37, P-39, và PT-61 tấn công, nhưng nó thoát được mà không bị thiệt hại.

### Hải chiến Guadalcanal
Ngày 13 tháng 11 năm 1942, Tenryū khởi hành rời Shortland hướng đến Guadalcanal trong thành phần lực lượng đặc nhiệm Nhật Bản tiến hành bắn phá sân bay Henderson. Lực lượng này bị tấn công vào ngày hôm sau bởi tàu ngầm Flying Fish và những máy bay ném ngư lôi xuất phát từ tàu sân bay Enterprise cũng như những chiếc Grumman TBF Avenger Thủy quân Lục chiến cất cánh từ Guadalcanal. Trong trận chiến tiếp theo sau đó, Kinugasa bị đánh chìm và Chōkai bị hư hại nhẹ. Một máy bay ném bom bổ nhào Douglas SBD Dauntless đã đâm trúng chiếc tàu tuần dương Maya. Tenryū không bị hư hại và quay trở về Shortland.
Ngày 16 tháng 12 năm 1942, Tenryū khởi hành đi Madang, New Guinea, trong một lực lượng tấn công cùng với các tàu khu trục Isonami, Inazuma, Suzukaze và Arashio cùng các tàu buôn tuần dương vũ trang Aikoku Maru và Gokoku Maru; và đã đổ bộ thành công vào ngày 18 tháng 12.
Ngày hôm sau, khi Tenryū khởi hành, nó bị tàu ngầm Mỹ Albacore tấn công, bắn ba quả ngư lôi vào một chiếc tàu vận tải và ba quả khác vào một chiếc mà nó nhận định là một tàu khu trục. Các quả ngư lôi đã trượt khỏi chiếc tàu vận tải, nhưng một quả đã đánh trúng vào đuôi chiếc Tenryū. Chiếc tàu tuần dương chìm vào lúc 23 giờ 20 phút ngày 19 tháng 12 năm 1942 tại tọa độ 05°12′N 145°56′Đ / 5,2°N 145,933°Đ. Hai mươi ba thành viên thủy thủ đoàn thiệt mạng, nhưng Suzukaze vớt được những người còn sống sót, trong đó có Thuyền trưởng Ueda Mitsuharu.
Tenryū được rút khỏi danh sách Đăng bạ Hải quân vào ngày 20 tháng 1 năm 1943.

## Danh sách thuyền trưởng
- Sadajiro Murase (sĩ quan trang bị trưởng): 3 tháng 3 năm 1918 - 20 tháng 11 năm 1919
- Sadajiro Murase: 20 tháng 11 năm 1919 - 20 tháng 11 năm 1920
- Teijiro Murase: 20 tháng 11 năm 1920 - 1 tháng 12 năm 1921
- Satoshi Yokoo: 1 tháng 12 năm 1921 - 1 tháng 12 năm 1922
- Hajime Matsushita: 1 tháng 12 năm 1922 - 13 tháng 10 năm 1923
- Shinichi Oguri: 13 tháng 10 năm 1923 - 1 tháng 12 năm 1924
- Yoshio Takita: 1 tháng 12 năm 1924 - 20 tháng 10 năm 1925
- Shinpei Kida: 20 tháng 10 năm 1925 - 1 tháng 12 năm 1925
- Isao Monai: 1 tháng 12 năm 1925 - 1 tháng 11 năm 1926
- Seishichi Yamaguchi: 1 tháng 11 năm 1926 - 15 tháng 11 năm 1927
- Shigeru Kikuno: 15 tháng 11 năm 1927 - 10 tháng 12 năm 1928
- Yorio Sawamoto: 10 tháng 12 năm 1928 - 20 tháng 8 năm 1929
- Ibo Takahashi: 20 tháng 8 năm 1929 - 1 tháng 11 năm 1929
- Yoshio Hachiya: 1 tháng 11 năm 1929 - 1 tháng 12 năm 1930
- Kensuke Madarame: 1 tháng 12 năm 1930 - 15 tháng 11 năm 1932
- Minoru Tayui: 15 tháng 11 năm 1932 - 1 tháng 11 năm 1933
- Masao Kanazawa: 1 tháng 11 năm 1933 - 25 tháng 5 năm 1934
- Tetsu Isawa: 25 tháng 5 năm 1934 - 21 tháng 11 năm 1935
- Michiaki Kamata: 21 tháng 11 năm 1935 - 15 tháng 2 năm 1936
- Kyuhachi Kudo: 15 tháng 2 năm 1936 - 10 tháng 11 năm 1936
- Kanji Ugaki: 10 tháng 11 năm 1936 - 2 tháng 8 năm 1937
- Koso Abe: 2 tháng 8 năm 1937 - 15 tháng 12 năm 1938
- Sadanao Yamazaki: 15 tháng 12 năm 1938 - 15 tháng 11 năm 1939
- Zensuke Kanome: 15 tháng 11 năm 1939 - 15 tháng 10 năm 1940
- Yuji Takahashi: 15 tháng 10 năm 1940 - 28 tháng 8 năm 1941
- Mitsutaru Goto: 28 tháng 8 năm 1941 - 5 tháng 6 năm 1942
- Shinpei Asano: 5 tháng 6 năm 1942 - 12 tháng 12 năm 1942
- Mitsuharu Ueda: 12 tháng 12 năm 1942 - 19 tháng 12 năm 1942

### Sách
- Brown, David (1990). Warship Losses of World War Two. Naval Institute Press. ISBN 155750914X.
- D'Albas, Andrieu (1965). Death of a Navy: Japanese Naval Action in World War II. Devin-Adair Pub. ISBN 081595302X.
- Dull, Paul S. (1978). A Battle History of the Imperial Japanese Navy, 1941-1945. Naval Institute Press. ISBN 0-87021-097-1.
- Lacroix, Eric (1997). Japanese Cruisers of the Pacific War. Linton Wells. Naval Institute Press. ISBN 0870213113.

## Các hình ảnh

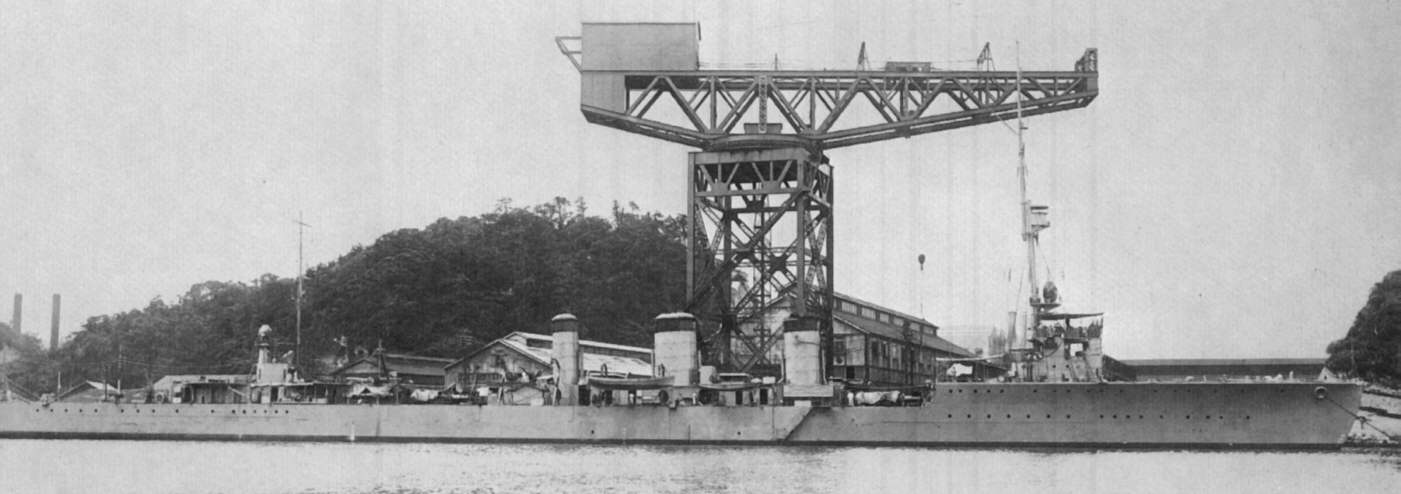
Tenryū vào năm 1919, đang chế tạo
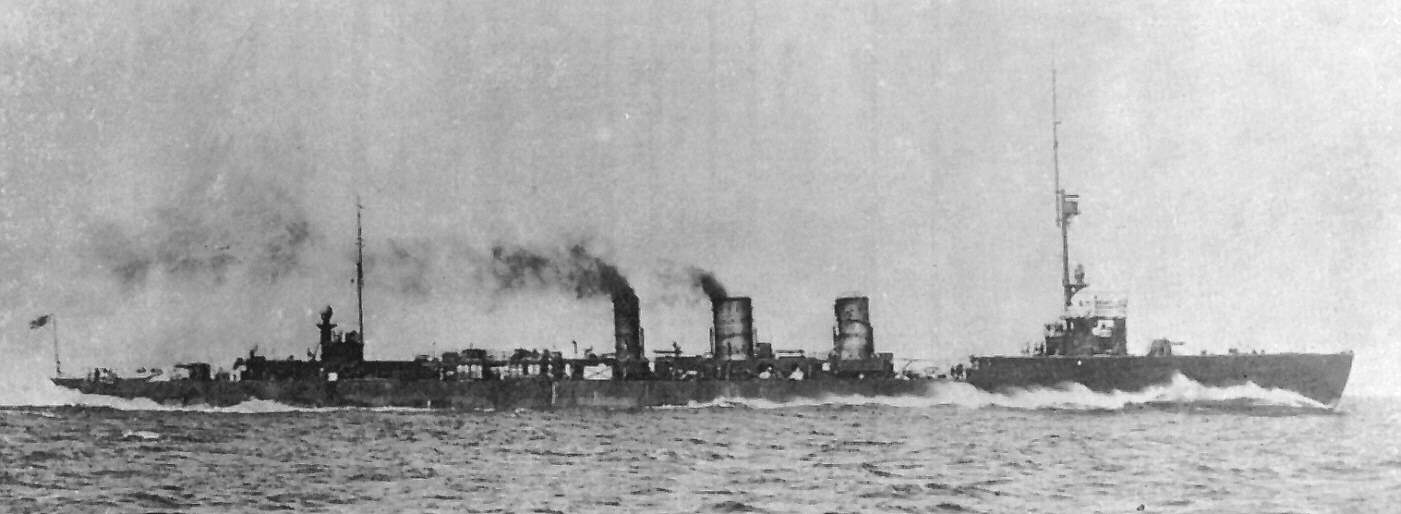
Tenryū vào năm 1919, đang chạy thử
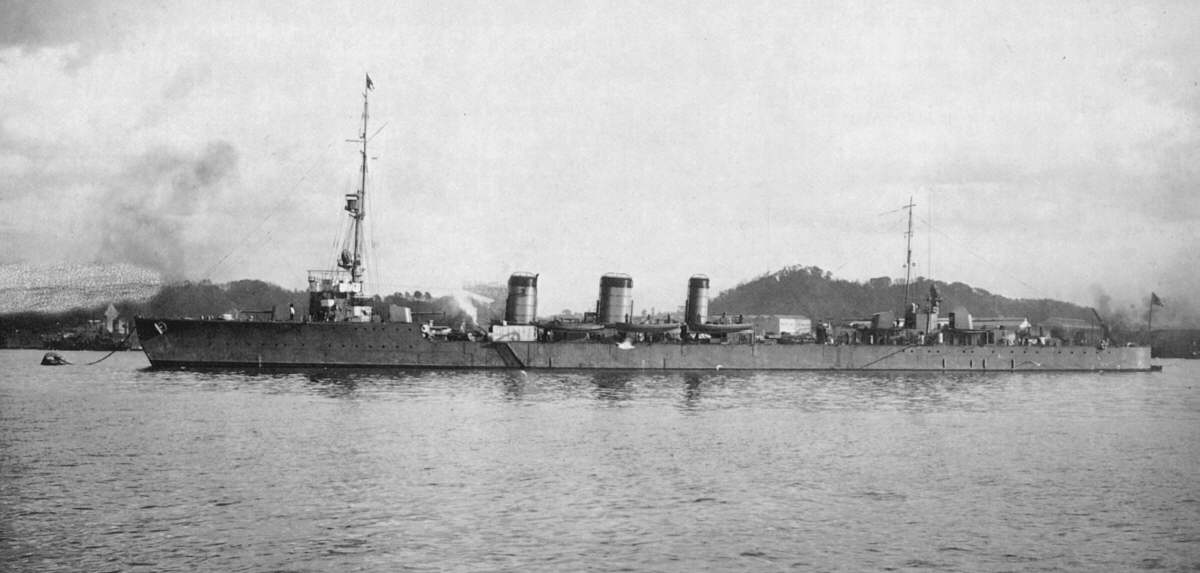
Tenryū tại Yokosuka, năm 1919
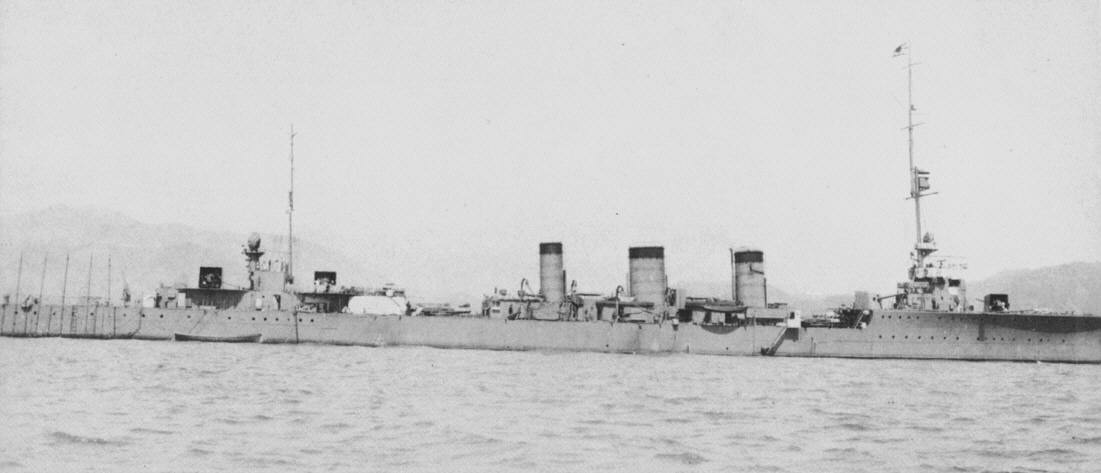
Tenryū vào năm 1921
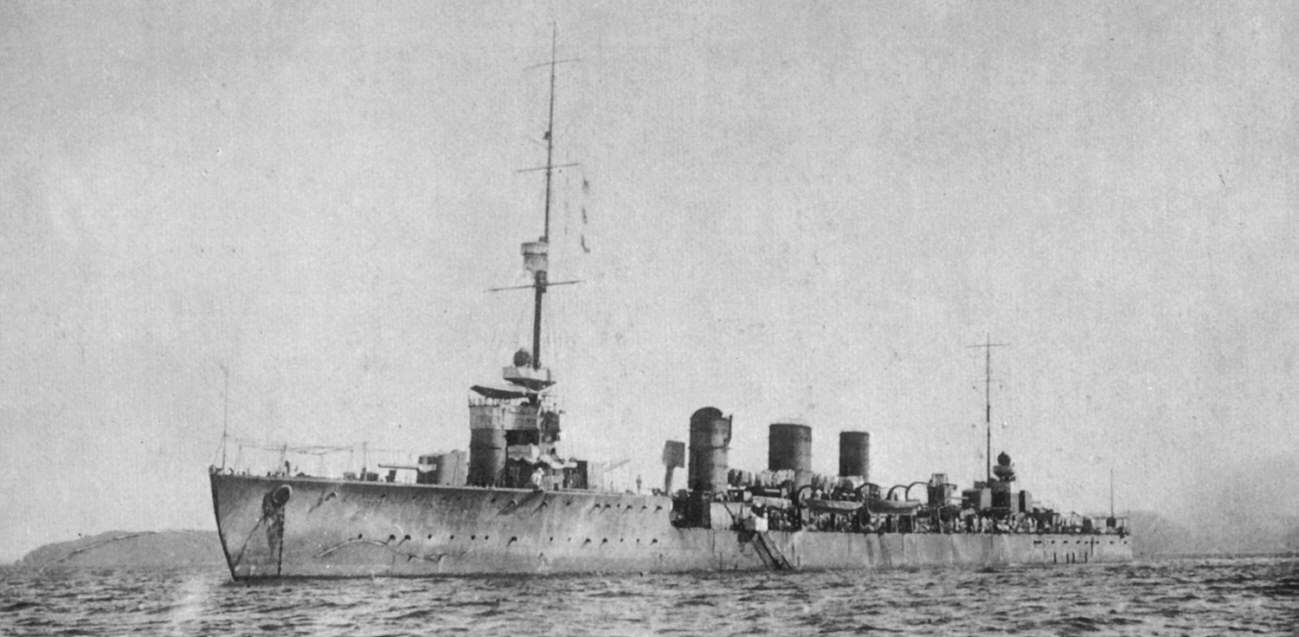
Tenryū trong những năm 1920
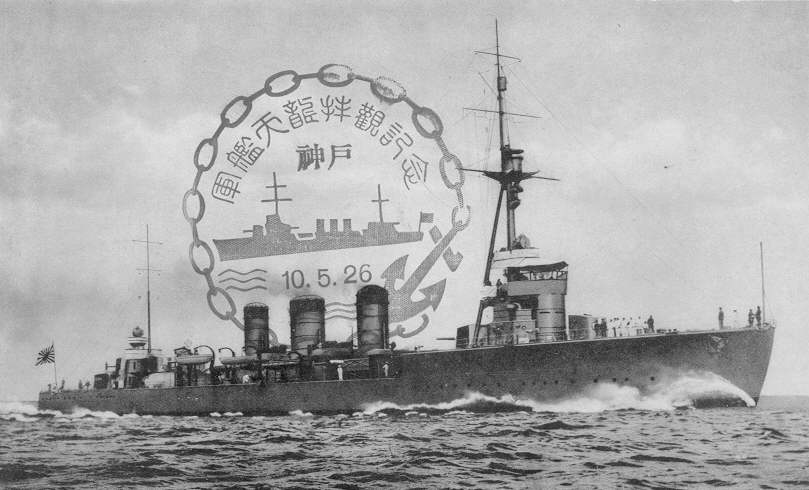
Tenryū trên bưu thiếp, năm 1926
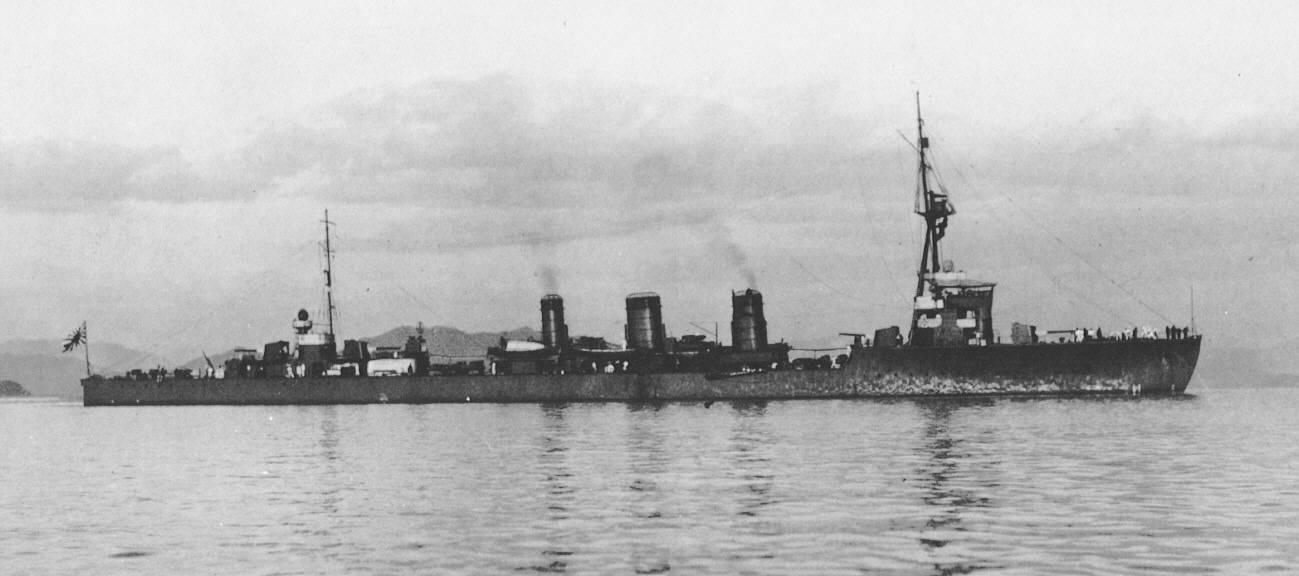
Tenryū vào năm 1930
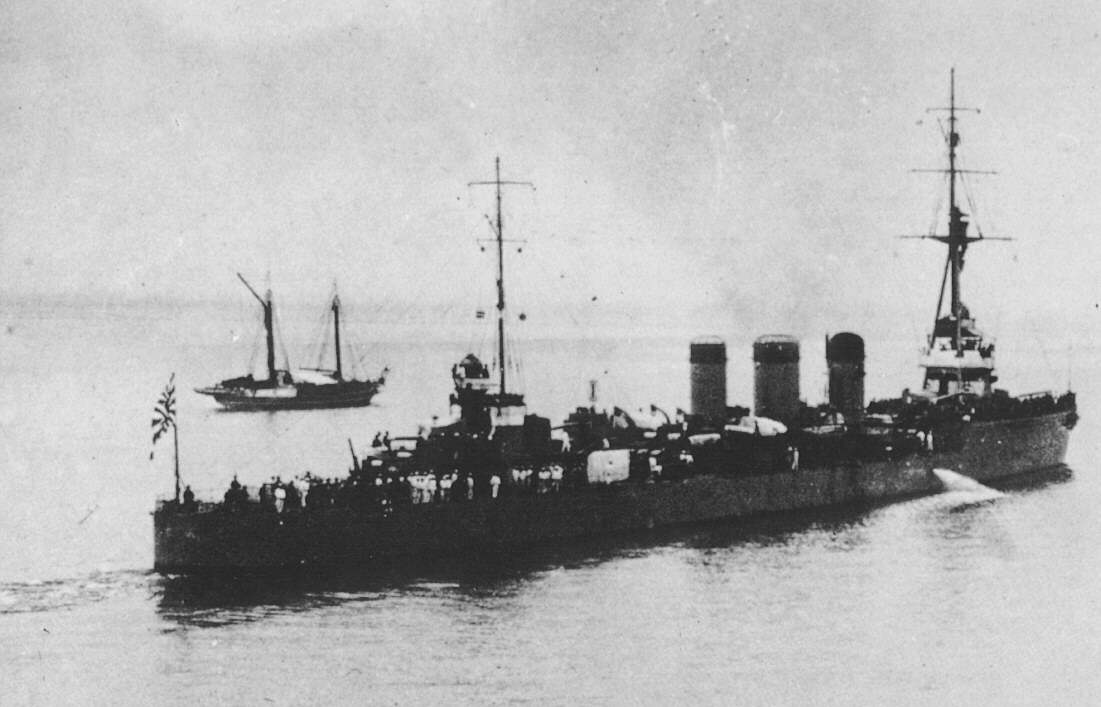
Tenryū trong biển Nội địa, những năm, 1930–1932
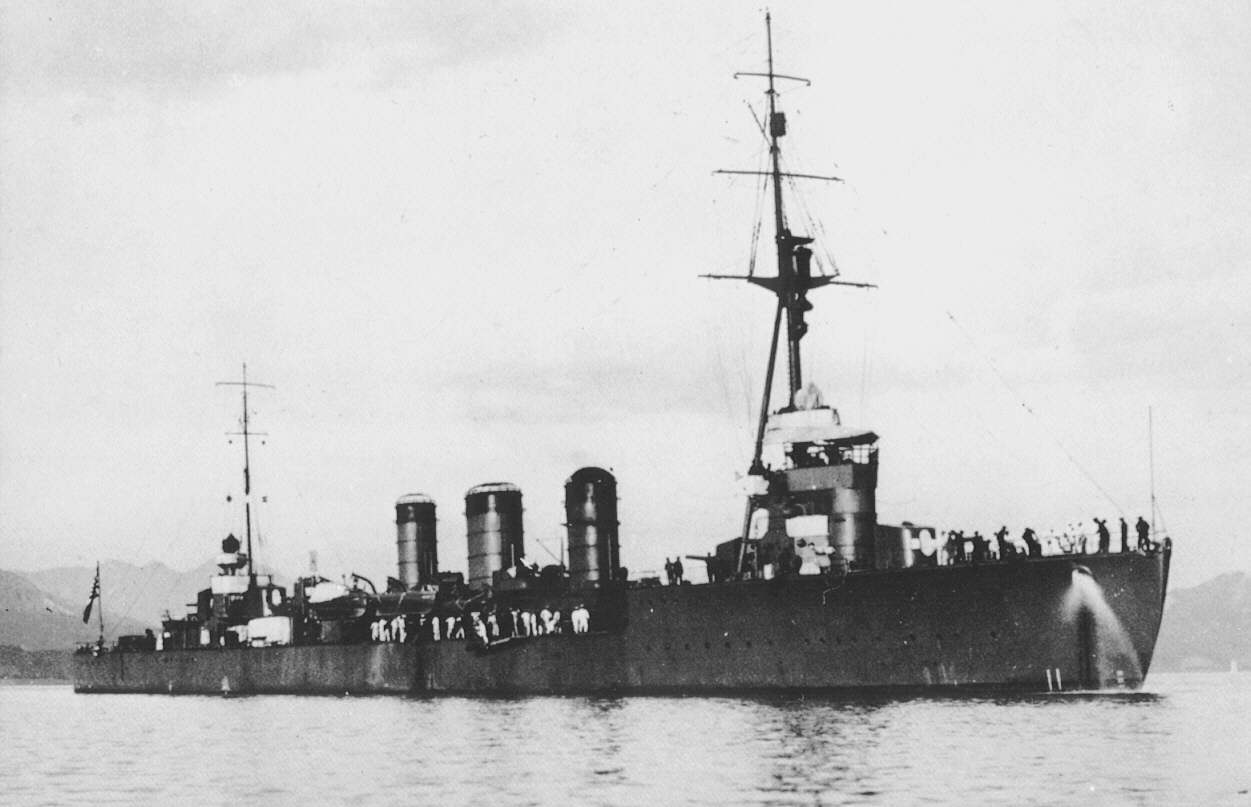
Tenryū trong những năm 1930–1931
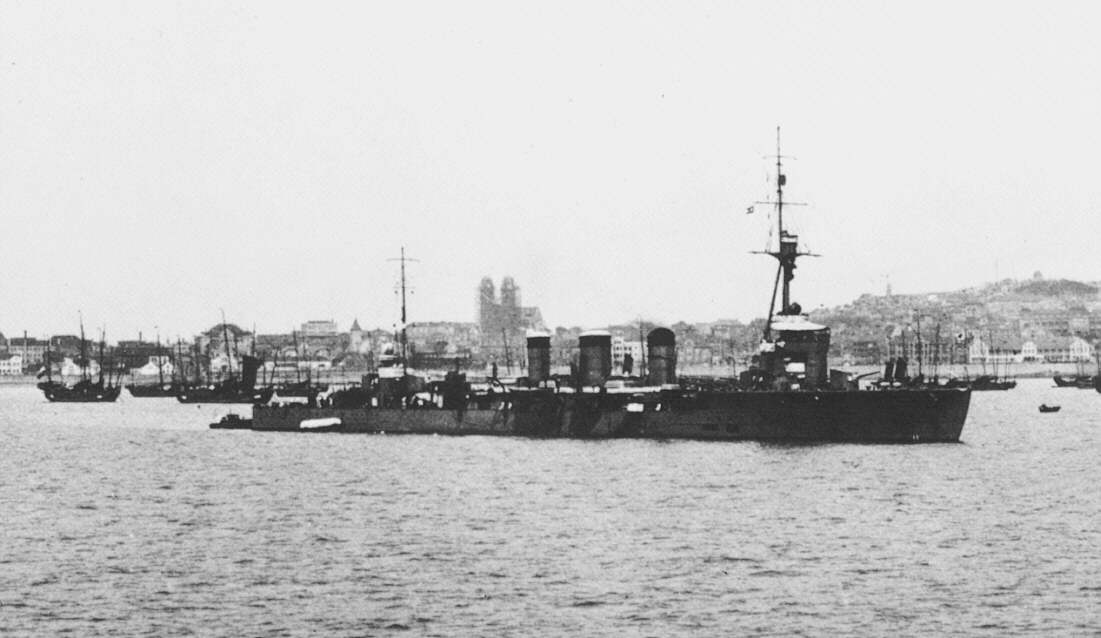
Tenryū tại Thượng Hải, năm 1932
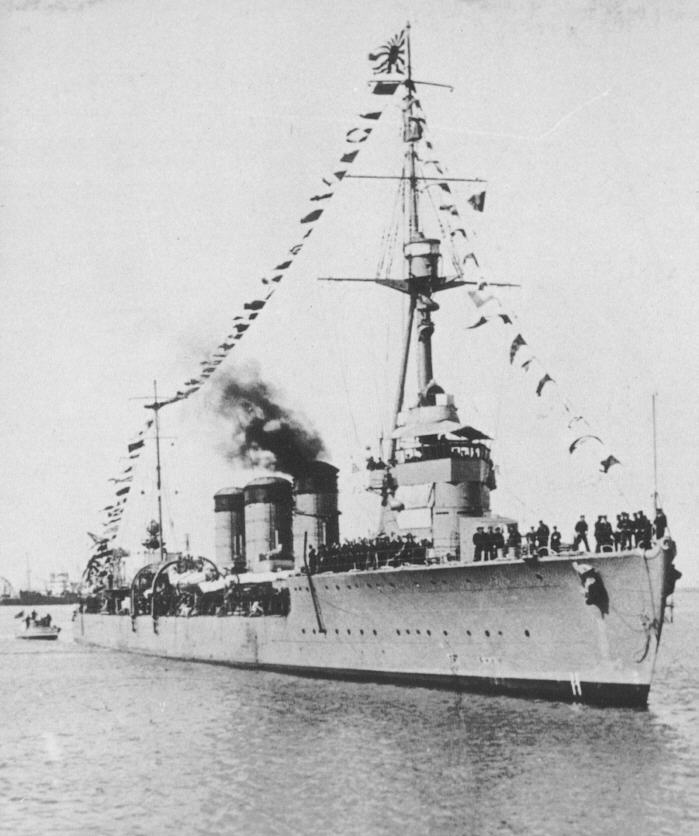
Tenryū tại Thượng Hải, tháng 2 năm 1934
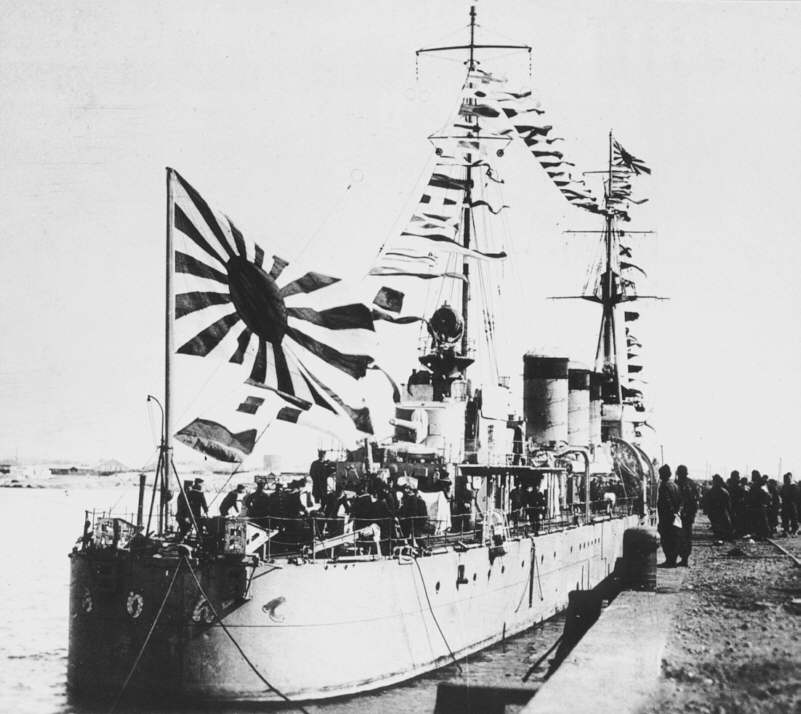
Tenryū tại Thượng Hải, tháng 2 năm 1934
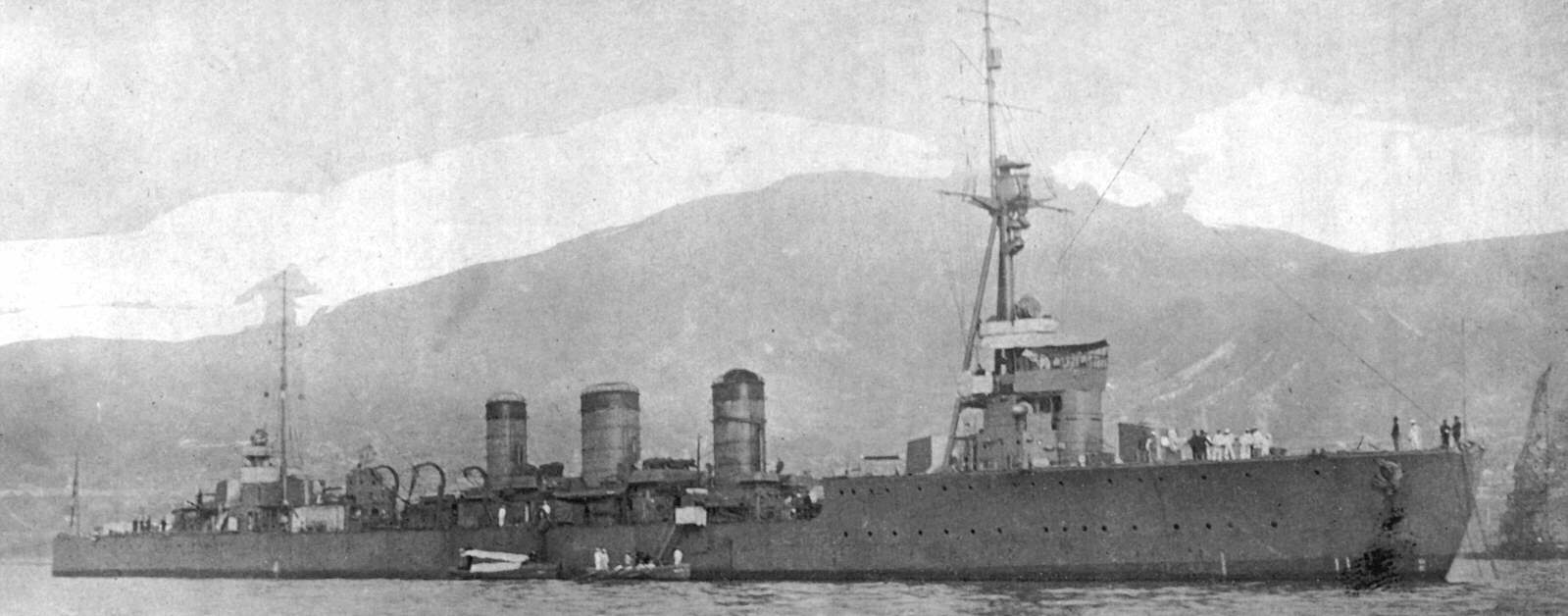
Tenryū vào năm 1936